# Robert G. Vignola
Robert G. Vignola (5 de agosto de 1882 - 25 de octubre de 1953) fue un actor, director y guionista cinematográfico estadounidense de origen italiano.
Nacido en Trivigno, Potenza, Basilicata, creció en el estado de Nueva York. Empezó su carrera cinematográfica en 1906 como actor con la productora Kalem Studios haciendo cine mudo y en 1911 realizó la primera de las 87 películas que dirigió.
Como actor, uno de los papeles más notables de Vignola fue el de "Judas Iscariote" en la película de 1912 From the Manger to the Cross. Como director, probablemente sus mejores películas fueron la producción de gran presupuesto de 1922 When Knighthood Was in Flower, y The Scarlet Letter, de 1934.
Falleció en Hollywood, California, en 1953.